# بياتريس من صقلية
بياتريس من صقلية، كونتيسة بالاتينات-الراين (5 سبتمبر 1326 – 12 أكتوبر 1365)، هي زوجة روبرشت من بالاتينات الذي أصبح لاحقاً ناخب بالاتينات بعد وفاتها بـ 25 سنة، هي ابنة بيترو الثاني ملك صقلية وإليزابيث دي كارينثيا، بحيث أنها شقيقة فريدريكو الرابع ملك صقلية وليونور ملكة أراغون، لاحقاً أصبح ابنها روبرشت ملك ألمانيا.